# Bergsjön (Ullångers socken, Ångermanland)
Bergsjön är en sjö i Kramfors kommun i Ångermanland och ingår i Nätraån-Ångermanälvens kustområde. Sjön är 13 meter djup, har en yta på 0,358 kvadratkilometer och är belägen 275,5 meter över havet. Vid provfiske har elritsa och öring fångats i sjön.

## Delavrinningsområde
Bergsjön ingår i det delavrinningsområde (699998-161960) som SMHI kallar för Utloppet av Stor-Vamsjön. Medelhöjden är 243 meter över havet och ytan är 14,76 kvadratkilometer. Räknas de 12 avrinningsområdena uppströms in blir den ackumulerade arean 35,54 kvadratkilometer. Backeån som avvattnar avrinningsområdet har biflödesordning 2, vilket innebär att vattnet flödar genom totalt 2 vattendrag innan det når havet efter 8,8 kilometer. Avrinningsområdet består mestadels av skog (79 procent). Avrinningsområdet har 2,16 kvadratkilometer vattenytor vilket ger det en sjöprocent på 14,6 procent.